# Nueve (canal de televisión)
Nueve fue un canal de televisión privado español, que emitió en digital y que estaba operado por Mediaset España. En este canal se dio cabida a contenidos de Cuatro y Telecinco, complementados por las informaciones sobre los realities de ambas cadenas, así como los programas de producción propia.
Esta cadena emitió en el múltiplex de Cuatro, en cuya frecuencia emitieron los canales de televenta Promo TV, Canal Club y La Tienda en Casa. La cadena inició sus emisiones en pruebas el 1 de enero de 2013 entre las 3:00 y las 3:30 horas, y las emisiones oficiales el 21 de enero de 2013, cesando las mismas el 5 de mayo de 2014 debido a una sentencia del Tribunal Supremo.

## Historia

### Proyecto del canal
Con motivo de la ampliación de canales en el año 2010, antes de que la fusión del grupo se resolviera, Telecinco estudió cerrar su oferta de canales en abierto con la incorporación de un nuevo dial dedicado al público femenino, cuyo lanzamiento hubiera sido previsto para el 1 de septiembre de ese mismo año y su nombre sería LaNueve, para continuar con la estrategia de posicionamiento en los primeros diales de la Televisión Digital Terrestre, igual que ya habría hecho un año antes La Siete. Su programación se habría basado en programas de actualidad, entretenimiento, series de ficción y espacios divulgativos para la mujer.
Un mes después del anuncio de LaNueve, el grupo de comunicación anunció el desechamiento del proyecto y la creación del canal Boing que persigue a un público totalmente distinto: el infantil.

### Recuperación del proyecto y lanzamiento del canal
El 10 de diciembre de 2012, Mediaset España decidió dar un paso más y completó definitivamente su familia de canales con la recuperación del "proyecto LaNueve" poniendo en marcha un canal que pasó a ocupar la señal de La Tienda en Casa. Se trata de Nueve, un canal destinado a un público femenino convencional. Esta apuesta de Mediaset España vino directamente a competir con el público de Nova, ya que el perfil del espectador de Divinity es mucho más joven y urbano que el que tiene la cadena de Atresmedia Televisión. Cabe destacar que dicho canal inició sus emisiones oficiales el 31 de diciembre de 2012 alrededor de las 23:00 horas, conectando con La noche en Paz: especial Nochevieja y con la emisión en directo de las Campanadas de Fin de Año. Tras la emisión de la gala, Nueve ofreció el espacio de zapping I love TV. Seguidamente, desde el 1 de enero de 2013 hasta la llegada de los contenidos del canal, la programación de Nueve se basó en la emisión de un bucle diario compuesto por I love TV, Yo soy Bea y De buena ley. Además, aunque las primeras emisiones del canal tuvieron lugar el 31 de diciembre de 2012, desde un primer momento se programó su lanzamiento para el 2 de enero de 2013.
Las emisiones oficiales de Nueve arrancaron el 21 de enero de 2013 con una programación diferente a la de las emisiones en pruebas, siguiendo las expectativas anunciadas previamente al lanzamiento del canal. El canal se unió el 1 de febrero de 2013, comercialmente hablando, a la pauta publicitaria que compartían sus canales hermanos Factoría de Ficción y La Siete, complementando el perfil de estas para hacer un producto capaz de llegar a un amplio número de espectadores. Ante el nacimiento de Nueve, la compañía audiovisual anunció previo a su lanzamiento una campaña de promociones en todas sus ofertas de televisión para dar a conocer el canal a los espectadores y animándoles a sintonizar en su dial correspondiente.

### Cambio de temática
El 15 de enero de 2014, Mediaset España anunció que cambiaría la temática del canal para el 14 de febrero, apostando por la emisión de reposiciones de programas y eventos del grupo audiovisual, las cuales se emitían hasta el momento en La Siete.

### Fin de emisiones
Este canal cesó sus emisiones el 5 de mayo de 2014, como consecuencia de una sentencia del Tribunal Supremo de Justicia que anuló las concesiones de emisión TDT para nueve canales, por haber sido otorgadas sin el preceptivo concurso público que rige la Ley General de Comunicación Audiovisual.

## Programación

### Primera etapa
La programación de Nueve estaba especialmente dirigida a un público femenino convencional, con una programación diaria compuesta por miniseries, telenovelas, series, programas de televisión de actualidad, telerrealidad (en inglés reality show) y talent show, espacios divulgativos y la emisión en directo durante varias horas de la casa de Gran Hermano.

### Segunda etapa
En su segunda etapa, Nueve estuvo compuesta exclusivamente por las reposiciones de programas de Telecinco y Cuatro como Sálvame Deluxe, Mujeres y hombres y viceversa, Callejeros, Callejeros Viajeros, Conexión Samanta, Diario de, Hermano mayor, ¡Tú sí que vales!, 21 días o Hay una cosa que te quiero decir. También contaba con Telerrealidad (en inglés reality show) y Talent show emitidos tanto en Telecinco como en Cuatro, entre los que destacaban Supervientes y La Voz Kids. También continuó con la emisión de espacios de gags como Agitación + IVA, Vaya semanita o Vaya tropa, entre otros.

## Imagen corporativa
Con la incorporación de Nueve en el grupo de canales de Mediaset España, la imagen corporativa del canal adoptó el azul oscuro como color característico y, además, se implantaron los elementos característicos presentes en el resto de la familia de canales del grupo - tales como la tipografía, las formas redondeadas y la esfera-. Durante las emisiones en pruebas, todos los jingles de la cadena utilizaban como banda sonora el sencillo «Sweet About Me» de Gabriella Cilmi.
| 2012 - 2014 |
| ----------- |

## Audiencias
Evolución de la cuota de pantalla mensual, según las mediciones de audiencia elaborados en España por TNS. Están en negrita y azul los meses en que fue líder de audiencia.
|      | enero | febrero | marzo | abril | mayo | junio | julio | agosto | septiembre | octubre | noviembre | diciembre | Media anual |
| ---- | ----- | ------- | ----- | ----- | ---- | ----- | ----- | ------ | ---------- | ------- | --------- | --------- | ----------- |
| 2013 | 0,5%  | 0,7%    | 1,0%* | 0,9%  | 0,8% | 0,7%  | 0,8%  | 0,8%   | 0,7%       | 0,7%    | 0,6%      | 0,4%**    | 0,7%        |
| 2014 | 0,5%  | 0,6%    | 0,8%  | 0,9%  | 0,1% | -     | -     | -      | -          | -       | -         | -         | 0,3%        |

* Máximo histórico | ** Mínimo histórico
1. ↑  Aunque Nueve comenzó sus emisiones oficiales el 21 de enero de 2013, las audiencias se tuvieron en cuenta desde el 1 de enero.